# Évangéliaire de Reichenau (Leipzig)
L'évangéliaire de Reichenau est un évangéliaire manuscrit sur parchemin avec des enluminures de l'école de l'abbaye de Reichenau. Il compte parmi les manuscrits réalisés autour du moine Eburnant d'Hornbach et date de l'an 970 environ. Il appartient aujourd'hui à la bibliothèque municipale de Leipzig sous la cote Ms. CXC. Il est en dépôt à la bibliothèque de l'université de Leipzig.
Le manuscrit est composé de 201 feuillets de 30,5 × 22,5 cm. Certaines pages sont entièrement enluminées; les lettrines sont particulièrement remarquables avec leur bleu caractéristique. 
La couverture en bois du livre, privée de ses anciens bijoux en métal et en pierres précieuses, comporte dans sa partie moyenne de l'ivoire sculpté à l'époque byzantine au XIe siècle. 

## Source de la traduction
- (de) Cet article est partiellement ou en totalité issu de l’article de Wikipédia en allemand intitulé « Reichenauer Evangelistar (Leipzig) » (voir la liste des auteurs).